# گابریل کاپانی
گابریل کاپانی (انگلیسی: Gabriele Capanni؛ زادهٔ ۲ دسامبر ۲۰۰۰) بازیکن فوتبال است.
از باشگاه‌هایی که در آن بازی کرده‌است می‌توان به باشگاه فوتبال آ.ث. میلان اشاره کرد.